# Relations entre l'extrême droite européenne et la Russie depuis les années 2010
Les relations entre l'extrême droite européenne et la Russie depuis les années 2010 sont marquées par un rapprochement spectaculaire lié à la politique ultraconservatrice menée dès 2012 par Vladimir Poutine, homme d'Etat au centre de l'exécutif russe. Les extrêmes droites qui soutiennent la Russie de Vladmir Poutine se trouvent en Autriche, en France, en Hongrie, en Belgique, en Italie, en Bulgarie, en Grèce et dans une moindre mesure en Allemagne. Les extrêmes droites des pays voisins de la Russie sont hostiles à Vladimir Poutine parce qu'elles redoutent sa politique expansionniste, même si elles partagent par ailleurs son idéologie ; c'est le cas en Pologne, en Finlande, en Roumanie.
Les extrêmes droites européennes politiquement russophiles peuvent entretenir par ailleurs des relations étroites avec des fondations américaines ; cette dernière forme de proximité est toutefois moins médiatisée que la « connexion russe ».

## Histoire
L'URSS avant son effondrement entretenait des relations privilégiées avec des partis d'extrême gauche de l'Europe de l'Ouest, qu'elle soutenait économiquement ; elle versait des subsides également à de partis d'extrême droite européens mais de manière plus marginale - le but étant de semer la discorde dans le bloc occidental.
Par ailleurs, toujours du temps de l'URSS, les émigrés russes, opposants monarchistes à la Russie soviétique, entretenaient des relations fortes avec la frange royaliste de l'extrême droite française, et avec les milieux collaborationnistes, y compris des relations matrimoniales. Les Russes blancs anticommunistes de l'Union des solidaristes russes ont servi de modèle à une fraction du Front national appelée "solidariste", qui avait pour chef Jean-Pierre Stirbois.
Les relations privilégiées de la Russie de Vladimir Poutine avec l'extrême droite européenne acquièrent une visibilité toute particulière après le retour de Poutine au pouvoir en 2012. En 2014, Poutine ayant annexé la Crimée, et activement soutenu les séparatistes prorusses dans le Donbass contre l'Ukraine, plusieurs pays occidentaux adoptent des sanctions contre la Russie, c'est alors que l’extrême droite européenne fait entendre sa voix pour défendre Poutine.
Font exception cependant les extrêmes droites de pays voisins de la Russie qui craignent de subir le même sort que l'Ukraine, en Pologne, Finlande, Roumanie, et qui, malgré une certaine parenté de pensée avec Vladimir Poutine, s'opposent à lui radicalement.
Quant aux partis d'extrême droite des autres pays européens, politiquement russophiles, comme le Rassemblement national en France, la Ligue en Italie, le FPÖ en Autriche, Jobbik en Hongrie, Aube dorée en Grèce, Vlaams Belang en Belgique, Ataka en Bulgarie, le parti pro-Brexit et anti-immigration UKIP au Royaume-Uni, l'Alternative pour l'Allemagne en Allemagne, le Parti national slovaque (SNS) en Slovaquie, ils forment avec la Russie et certaines fondations américaines ultraconservatrices ce que la politiste Marlène Laruelle appelle une « internationale illibérale ». La relation entre l'extrême droite européenne et la Russie est fondée sur une convergence idéologique, non sur un rapport de soumission à une influence russe.

## Soutien de l'extrême-droite européenne à la Russie

### Affinités idéologiques
Les motivations des partis d'extrême droite qui soutiennent la Russie, y compris dans sa politique étrangère, sont liées au fait que Poutine représente l’« homme fort », un chef politique qui prône ouvertement des valeurs antidémocratiques, qui défend les « nations blanches » et la civilisation « chrétienne » contre l’islam, contre les minorités ethniques ou religieuses, contre les revendications d'une égalité de tous les citoyens devant la loi.
Poutine est aussi considéré comme un rempart contre la culture « woke », la « décadence » du mouvement LGBT,.
Vladimir Poutine rejette tout regard critique sur l'histoire de son pays, et suscite l'admiration des identitaires épris de «grandeur nationale», et pour qui tout rappel de l'esclavage ou de la colonisation relève de l'«autoflagellation».
Enfin, Vladimir Poutine apparaît comme un modèle quand il se dresse contre les Etats-Unis et l'OTAN dans la guerre en Syrie, et qu'il brave l'Union européenne concernant l'Ukraine.
Le chercheur Benoît Massin souligne le paradoxe de ces extrêmes droites européennes qui se présentent comme « patriotes », mais qui favorisent les intérêts géopolitiques de la Russie plutôt que ceux de leur propre pays.

### Refus de reconnaître les crimes de guerre de la Russie

#### Syrie
Pendant la guerre de Syrie, Vladimir Poutine soutient activement le régime de Bachar el-Assad dès 2011, puis bombarde dès 2015 les opposants à ce dictateur ; les extrêmes droites européennes reproduisent alors le discours de propagande russe selon lequel la Russie lutterait contre le terrorisme islamiste, bien que 90% des frappes russes en Syrie ne visent pas les combattants de Daech. Selon le professeur de science politique Olivier Schmitt, « dans l’imaginaire d’extrême droite, la Russie est considérée comme blanche et chrétienne, comme un des derniers remparts contre l’invasion islamiste menaçante ». Le prestige de Poutine s'était accru aux yeux des formations de la droite radicale déjà à la suite de la guerre menée contre les Tchétchènes, le prétendu combat contre l'islamisme étant emblématisé en 1999 par la formule célèbre « on ira les buter jusque dans les chiottes ». En l'occurrence, ce que la Russie avait appelé « opération anti-terroriste » en Tchétchénie avait conduit à l'extermination partielle d’un peuple : l'armée russe avait massacré 150 000 à 300 000 Tchétchènes, soit 10 % à 20 % de la population, en l'espace de 6 mois (entre le 26 août 1999 et le 6 février 2000). En Syrie, selon une commission d’enquête de l’ONU, l'armée russe a commis dans ce pays des crimes de guerre, ayant bombardé de manière délibérée des hôpitaux (une centaine de fois en 2015 et 2017) et des infrastructures civiles. De plus, le « groupe Wagner », société militaire privée, qui de manière notoire, a torturé et brûlé des combattants syriens, est financé par un proche de Vladimir Poutine, l'homme d'affaires Evgueni Prigojine, le groupe suit des entraînements  au sein de l’armée russe, ses équipements militaires sont acheminés par les avions de l’armée russe ; le groupe est par ailleurs dirigé par un néo-nazi, Dmitri Outkine, admirateur du IIIe Reich.
En France Marine Le Pen affirme au micro de la chaîne d'Etat russe  Rossia 1, en 2013 que « la Russie a sauvé la Syrie», puis en 2017, lors de son voyage en Russie, elle se félicite devant la Douma de l'action de l'armée russe en Syrie. Des sites complotistes et la presse d'extrême droite relaient les thèses de Russia Today et Sputnik sur la "guerre contre Daech" qui serait menée par Poutine. Des leaders britanniques d'Ukip, le parti pour l'indépendance du Royaume-Uni, légitiment l'intervention militaire russe en Syrie, leur leader Nigel Farage déclare en 2014 qu'il la juge admirable. La Ligue du Nord en Italie approuve la participation russe à la guerre en Syrie. Des élus du parti belge Vlaams Belang grâce à la médiation des Russes rencontrent Bachar al-Assad début 2015 qu'ils présentent comme un « allié » dans le combat contre l'extrémisme islamiste. En Autriche le chef du FPÖ Heinz-Christian Strache remercie les Russes d’« avoir libéré Alep du groupe Etat islamique ».

#### Crimée
La Russie ayant organisé un référendum pour ratifier l’annexion de la Crimée en 2014 - référendum que la communauté internationale refuse d'avaliser - le régime russe fait venir en Crimée des « observateurs » presque tous d'extrême droite pour légitimer le vote,. Poutine invite ainsi Marine Le Pen. La dirigeante du Rassemblement national considère que le référendum répond aux normes démocratiques ; le Parti de la liberté d'Autriche (FPÖ) et le Parti pour l'indépendance du Royaume-Uni (UKIP) l'imitent ; une campagne Twitter « #Merci Marine ! » récompense la femme politique de son soutien. En Bulgarie, Volen Siderov, le chef de l'Union nationale Attaque, menace la coalition au pouvoir de la priver de son appui si elle prononce des sanctions contre la Russie en raison de l'annexion de la Crimée.

#### Ambiguïtés au sujet de l'Ukraine
Depuis l'invasion de l'Ukraine par la Russie en 2022, plusieurs chefs de partis d'extrême droite essaient de minimiser leur attachement antérieur à Vladimir Poutine, comme Marine Le Pen en France et Matteo Salvini en Italie,. Toutefois, ils continuent à faire preuve de ménagements à l'égard du chef politique russe,.

### Actions au niveau européen pour favoriser la Russie
Le Rassemblement national a voté de manière disproportionnée en faveur du régime russe, qu'il a tenté de protéger contre les condamnations de ses violations du droit international . Si au Parlement européen, le Rassemblement national a bien voté les sanctions contre la Russie après l'invasion de l'Ukraine (1/3/2022), par la suite, la totalité de ses eurodéputés sont absents lors du vote en faveur d'un embargo sur le gaz et le pétrole russes, ils sont absents aussi lors du vote condamnant la répression de la société civile en Russie (7/4/2022),.
A Bruxelles le Premier ministre Viktor Orban s'est opposé, pendant plusieurs mois, à une aide européenne de 50 milliards d'euros destinée à l'Ukraine,,

### Actions dans des Parlements nationaux pour lever les sanctions contre la Russie
Johannes Hübner, député du FPÖ, Parti de la liberté d’Autriche, présente en juin 2016 une proposition de résolution au Parlement autrichien intitulée « Levée des sanctions contre la Russie », car selon lui « la politique de l’Union européenne contre la Russie a causé des dommages considérables à l’économie de la République d’Autriche » ; sa proposition est rejetée, .
Le sénateur italien Paolo Tosato présente au Sénat en 2016 une résolution visant à faire valoir que  les sanctions contre la Russie adoptées à la suite de l'annexion de la Crimée  « causent des dommages irréparables à l’économie italienne »,,.

## Soutien de la Russie à l'extrême droite européenne
Si l'extrême droite européenne intervient pour favoriser la Russie, la Russie agit elle aussi dans le cadre des élections en Europe pour promouvoir des candidats nationalistes ultraconservateurs et contribue à financer des formations eurosceptiques.

### Motivations de la Russie
L'objectif de Poutine tel qu'il est analysé par nombre d'observateurs, comme Anton Shekhovtsov (en) auteur de Russia and the Western Far Right: Tango Noir (2018), cet objectif est d'affaiblir voire de dissoudre l’Union européenne et l’OTAN. Selon le chercheur Benoît Massin, « les extrêmes droites européennes ne sont plus seulement une source de légitimation étrangère pour le régime de Poutine. Elles constituent un levier dans son entreprise de déstabilisation des démocraties libérales et de l’Union européenne ». Un but corollaire est de limiter l'aide occidentale à l'Ukraine,.

### Interférences dans les médias et les élections
Le Congrès mondial des familles (World Congress of Families, WCF), organisation anti-LGBT, est en partie financé par des oligarques russes, comme Alexey Komov et Vladimir Iakounine, et parrainé par Konstantin Malofeïev autre oligarque russe proche de Poutine. Le Congrès mène une guerre de l'information, sa campagne anti-genre débordant en messages homophobes par exemple sur Telegram ou le réseau social Gab, plaidant pour la décriminalisation de la violence domestique, présentant l'Union européenne comme « décadente » au regard des valeurs « traditionnelles », reproduisant les stratégies de l'homme d'affaires et dirigeant de médias américain d'extrême droite Steve Bannon.
Poutine reçoit Marine Le Pen pendant la campagne présidentielle française de 2017. La chaîne de télévision de l’armée russe, Zvezda, poste « #jevotemarine » sur son compte Twitter ; les sites web russes inféodés au gouvernement de Poutine, comme Sputnik et RT, fournissent des fake news aux réseaux sociaux de l’extrême droite française.

### Soutien financier
Volen Siderov, chef du parti extrémiste bulgare Ataka, qui a recueilli suffisamment de suffrages pour participer au second tour de l’élection présidentielle, en 2006,  recevrait pour son engagement en faveur de la Russie de fortes sommes d’argent sur ordre du Kremlin (d'après des documents divulgués par Wikileaks). Il est connu notamment pour avoir affirmé qu’il aimerait transformer « les Tsiganes en savon ».
Selon Mediapart, en 2014, le parti de Marine Le Pen aurait signé un emprunt de neuf millions d'euros auprès d'une banque russe. Pour financer sa campagne présidentielle de 2017, le Rassemblement national aurait emprunté de l'argent à un microparti de Jean-Marie Le Pen, Cotelec, qui aurait lui-même emprunté 2 millions d'euros en 2014  à une société offshore chypriote, Vernonsia Holdings Ltd. , « alimentée par des fonds russes » selon Mediapart, et liée à un proche de l'oligarque Konstantin Malofeev.
Les journalistes italiens Giovanni Tizian et Stefano Vergine dans Le Livre noir de la Ligue évoquent un possible financement du parti de la Ligue italienne de Matteo Salvini grâce à l'argent provenant du pétrole russe,, avant les élections parlementaires européennes de 2019 ; Matteo Salvini est un ancien vice-Premier et ministre de l’Intérieur italien, par ailleurs admirateur déclaré de Vladimir Poutine.
Selon le chercheur Benoît Massin, « la Russie de Poutine s’est « payé » divers hommes et femmes d’influence pour plaider sa cause », au-delà même de l'extrême droite. Des soupçons de collusion sont exprimés au sujet de l’ancien chancelier Gerhard Schröder en Allemagne, qui a reçu 600 000 euros par an de l'entreprise pétrolière russe Rosneft, dirigée par un proche de Poutine, Igor Setchine, ou sur l’ancien Premier ministre français François Fillon, qui est entré au conseil d’administration de deux groupes dirigés par des oligarques russes faisant partie du cercle de Poutine.
Par ailleurs l'admiration pour Poutine n'est pas une exclusivité de l'extrême droite, et peut s'exprimer à titre individuel dans diverses formations politiques.

### Rôle joué par des intermédiaires russes
Konstantin Malofeïev, surnommé l'« oligarque orthodoxe » en raison de son attachement proclamé à sa religion, est un des intermédiaires les plus connus entre l'extrême droite européenne et Vladimir Poutine - et particulièrement entre Jean-Marie Le Pen, puis Marine Le Pen, et le régime russe. Il est, selon Le Monde, «inscrit sur la liste des sanctions européennes», en raison d'un possible soutien financier qu'il aurait accordé à la guerre en Ukraine.
Alexandre Douguine théoricien de l’eurasisme, est en relation avec les mouvances d'extrême droite du monde entier. Il avait invité à Moscou en 2016 Alain Soral, tenant d'idées antisémites, conspirationnistes, sexistes et homophobes, cofondateur de l’association Égalité et Réconciliation, à participer à un forum organisé par Rossia Segodnia, organisme de communication officiel de la Russie à l'international .